# JTG
Jayson Anthony Paul, meglio conosciuto come JTG (Harlem, 10 dicembre 1984), è un wrestler statunitense noto per i suoi trascorsi nella World Wrestling Entertainment tra il 2006 e il 2014.

## Carriera nel wrestling

### World Wrestling Entertainment

#### Ohio Valley Wrestling (2006)
Paul inizia la sua carriera da lottatore nel 2006, nella Ohio Valley Wrestling, federazione di sviluppo della World Wrestling Entertainment sotto il nome di "The Neighborhoodie". In coppia con Shad Gaspard riesce a vincere gli OVW Southern Tag Team Championship per due volte.

#### Cryme Tyme (2006–2007)

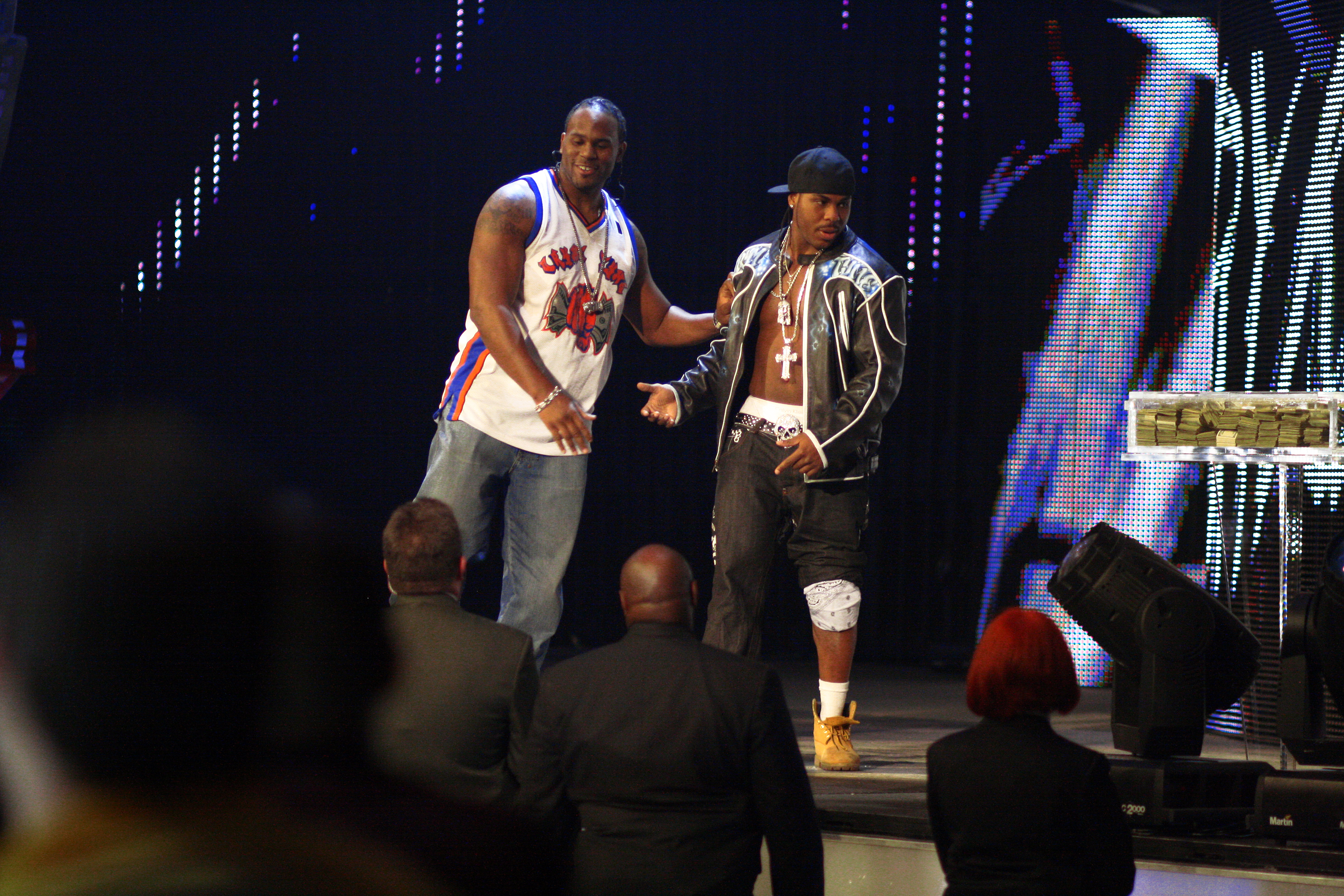
I Cryme Tyme a Raw

Nel 2006 Paul cambia il suo ring name in JTG ed esordisce il 4 settembre a Raw con Shad Gaspard battendo due membri della Spirit Squad (Johnny e Mikey). Nel novembre 2006, i Cryme Time sconfiggono a Cyber Sunday Lance Cade & Trevor Murdoch, Charlie Haas & Viscera e gli Highlanders in un Texas-Tornado match voluto dai fans. La gimmick dei due wrestler prevedeva inoltre il furto di oggetti ai danni di altri atleti e la vendita di questi al pubblico. Qualche mese dopo a WWE New Year's Revolution i Cryme Time sconfiggono gli Highlanders, The World's Greatest Tag Team, Cade e Murdoch e "Hacksaw" Jim Duggan e Super Crazy in un Tag Team Turmoil Match.
Dopo alcuni mesi nell'anonimato fanno un'apparizione nel backstage a Wrestlemania 23 e partecipano alla Tag Team Battle Royal il 2 aprile non riuscendo a vincere. Il 29 giugno 2007 in un episodio di SmackDown! perdono contro Deuce e Domino. Mentre i due festeggiano, i Cryme Time apparsi nel frattempo nel backstage rubano loro la macchina e la vendono ad un negozio d'auto vicino. Il 21 giugno 2007, i Cryme Time sconfiggono i James Boys e vincono gli OVW Southern Tag Team Championship. Il 13 agosto 2007 i due ritornano a Raw perdendo un match non titolato con gli World Tag Team Champions Cade e Murdoch per squalifica. Dopo un feud con Cade e Murdoch, JTG e Gaspard vengono entrambi rilasciati dalla WWE il 2 settembre 2007.

### Ritorno in WWE

#### Tag team e faida con Shad (2008–2010)

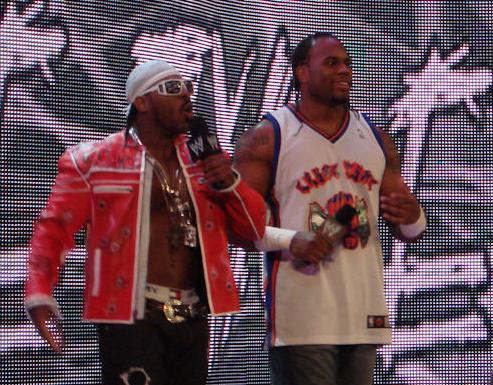
I Cryme Tyme

Paul e Gaspard ritornano in WWE nella puntata di Raw del 31 marzo 2008 sconfiggendo Cade e Murdoch. I Cryme Tyme iniziano a lavorare con John Cena il 30 giugno quando lo aiutano a interferire nel match di John Bradshaw Layfield. La settimana successiva distruggono la limousine di JBL. Assieme a Cena, formano anche una stable chiamata Cryme Time Cenation che però ha breve durata. Successivamente iniziano un feud con Ted DiBiase e Cody Rhodes per i World Tag Team Championship ma perdono ad Unforgiven. JTG partecipa alla Royal Rumble 2009 ottenendo un risultato discreto: viene infatti eliminato dopo circa 12 minuti da The Undertaker. Nella puntata del 26 gennaio 2009 provano l'assalto al World Tag Team Championship detenuti da The Miz e John Morrison ma non riescono a vincere.
Il 15 aprile 2009, i Cryme Time vengono selezionati a SmackDown! con la draft supplementare. Sconfiggendo la Hart Dynasty nella puntata di SmackDown! del 31 luglio guadagnano una opportunità per l'Unified WWE Tag Team Championship detenuti da Chris Jericho e Big Show ma a Summerslam vengono sconfitti.
Iniziano male il 2010, perdendo in un Fatal Four Way Tag Team Match, a Smackdown contro CM Punk & Luke Gallows, The Great Khali & Matt Hardy e The Hart Dynasty. La settimana successiva sempre a Smackdown, affrontano Mike Knox e Charlie Haas, il match però finisce in un No contest. L'11 febbraio a Superstars affronta in un match singolo, Dolph Ziggler, perdendo. Il 19 febbraio a Smackdown, i Cryme Tyme affrontano e sconfiggono, Caylen Croft & Trent Barreta. Il 5 marzo a Smackdown, affrontano L'Hart Dynasty e John Morrison & R-Truth, il match però viene vinto da questi ultimi, mentre la settimana successiva, sempre a Smackdown affrontano, la Hart Dynasty ma il match finisce con un no contest. Il 25 marzo a Superstars, JTG affronta CM Punk, perdendo però il match. A WrestleMania XXVI, i Cryme Tyme partecipano alla Battle Royal che però viene vinta da Yoshi Tatsu. Durante la puntata di SmackDown! i Cryme Time vengono sconfitti velocemente da R-Truth e John Morrison. Dopo il match Shad Gaspard attacca JTG ponendo fine ai Cryme Time. Nella puntata del 16 aprile di Smackdown, affronta e sconfigge Caylen Croft, mentre la settimana successiva, batte Mike Knox, a fine match però viene attaccato da Shad. Il loro feud termina a Extreme Rules in uno strap match che viene vinto da JTG, però il rematch di WWE Superstars viene vinto da Shad.

#### Competizione singola (2010–2011)
Nella puntata del 14 maggio di Smackdown in coppia con MVP, sconfigge Caylen Croft & Trent Barreta, mentre la settimana successiva, sempre a Smackdown, sconfigge Caylen Croft. Il 27 maggio a Supertars perde un match contro Cody Rhodes. Il 4 giugno a Smackdown, partecipa alla Fatal Four Way Qualifying Battle Royal, ma viene eliminato. Il 18 giugno, sempre a Smackdown, sconfigge Chavo Guerrero, mentre la settimana successiva a Superstars, sconfigge ancora, Caylen Croft. Nella puntata del 7 luglio di Smackdown, perde contro Cody Rhodes, e il 15 luglio a Superstars, perde contro, Chavo Guerrero e settimana successiva sempre a Superstars, perde di nuovo contro Chavo Guerrero. Continua a perdere il 6 agosto a Smackdown, in coppia con Chris Masters e MVP contro la Straight Edge Society. Nella puntata del 19 agosto, di Superstars, perde un tag team match insieme a MVP contro Curt Hawkins e Vance Archer. Il 27 agosto a Smackdown, subbisce una sconfitta contro CM Punk. Ritorna nella puntata di Superstars, del 23 settembre, perdendo contro Primo. Partecipa alla battle royal nell'edizione di Raw del 18 ottobre ma viene subito eliminato. Il 5 novembre a Smackdown, perde contro, Dolph Ziggler. Il 18 novembre a Superstars, perde ancora contro Chavo Guerrero. Il 9 novembre sempre a Superstars viene sconfitto da Tyler Reks, ma la settimana successiva batte Curt Hawkins, ma in quella del 6 gennaio 2011 perde nuovamente contro Tyler Reks. A WWE Superstars del 13 gennaio vince un tag team match in coppia con Chris Masters contro Curt Hawkins e Chavo Guerrero. Nella puntata di Superstars del 20 gennaio, sconfigge ad un match singolo Chavo Guerrero. Nella puntata di SmackDown! del 27 gennaio, JTG viene sconfitto da Drew McIntyre.
Partecipa alla Royal Rumble 2011: entrato col numero 12, viene eliminato dopo poco da Michael McGillicutty. Nella puntata di WWE Superstars del 3 febbraio in coppia con Trent Baretta viene sconfitto da Tyler Reks e Curt Hawkins. Nella puntata di SmackDown! dell'11 febbraio, JTG viene sconfitto da Kane. Nella puntata di Superstars del 24 febbraio, JTG, in coppia con Trent Baretta viene sconfitto da Heath Slater e Justin Gabriel in un tag team match. Nella puntata del 4 marzo di SmackDown!, perde contro Jack Swagger mentre in quella dell'11 marzo, contro Cody Rhodes. Nella puntata di Superstars del 17 marzo, perde contro Tyler Reks. A Wrestlemania 27, partecipa al dark match battle royal a 22 uomini, dove però viene eliminato. Nella puntata di Superstars del 7 aprile, JTG viene battuto da Drew McIntyre. Nella puntata di SmackDown! del 15 aprile, partecipa alla battle royal per decretare lo sfidante di Alberto Del Rio a Extreme Rules nel match valido per il World Heavyweight Championship, ma viene eliminato da Big Show.

#### NXT (2011–2012)

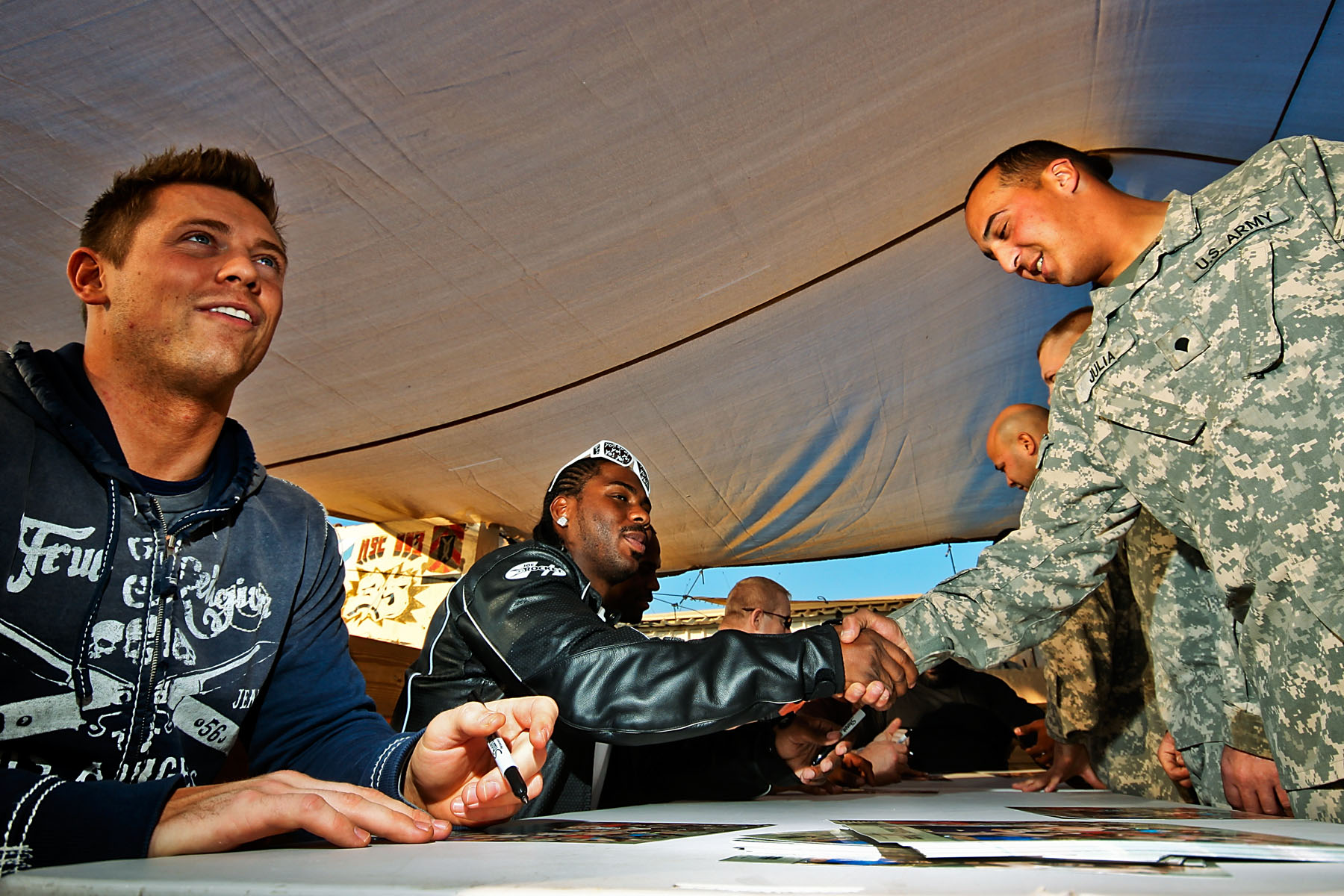
JTG mentre firma degli autografi a dei marine

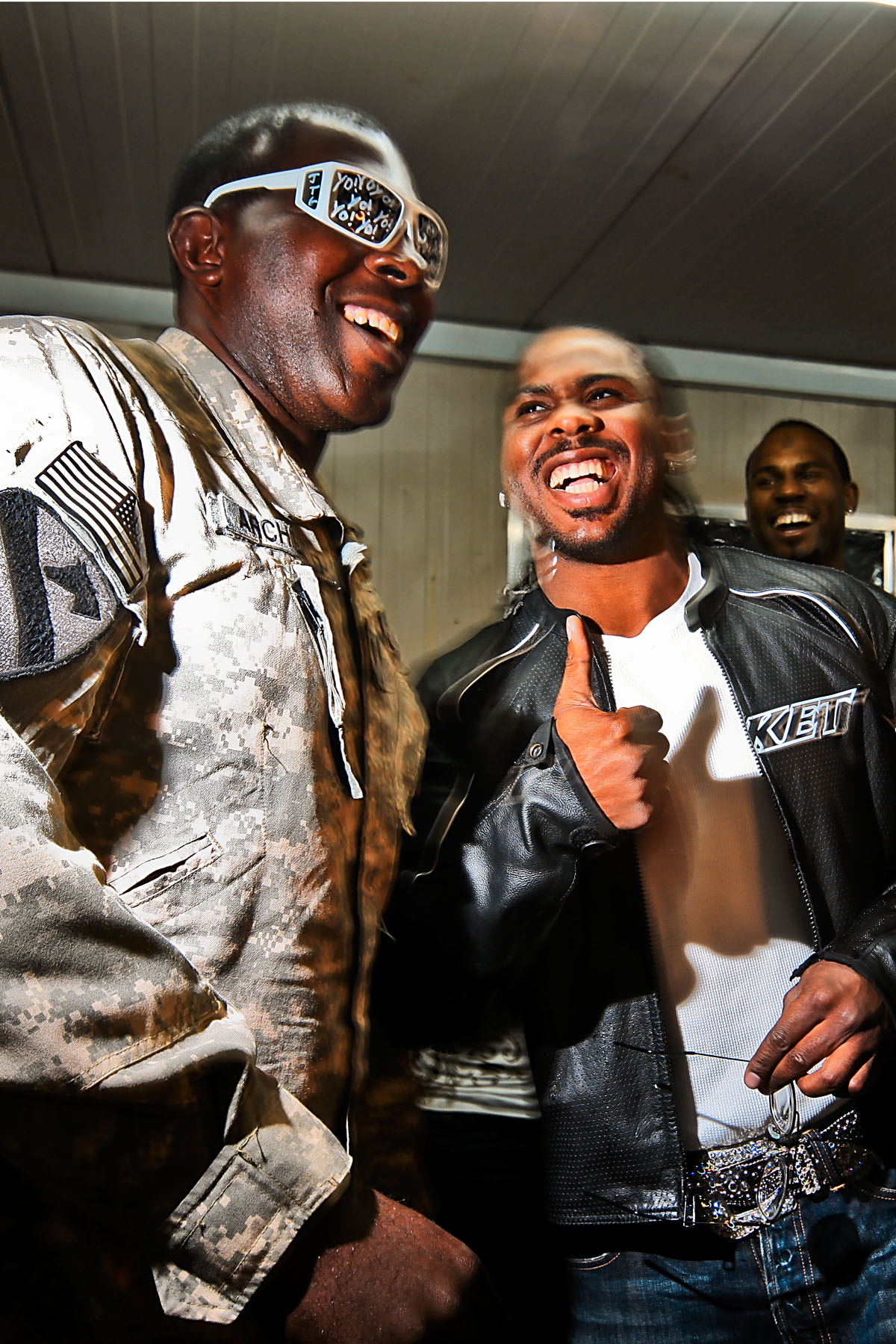
JTG mentre fa indossare a un marine i suoi occhiali

Nella supplemental Draft del 2011 JTG passa da SmackDown a Raw. Combatte il suo primo match da superstar di Raw il 26 aprile in un house show dove schiena Curt Hawkins e vince nuovamente a WWE NXT, un tag team match insieme al suo rookie Jacob Novak che riesce a vincere sconfiggendo la coppia formata da Conor O'Brian & Vladimir Kozlov. Nella puntata di NXT del 3 maggio, JTG combatte contro William Regal perdendo per squalifica a causa dell'attacco di Jacob Novak ai danni di Regal. Nella puntata di NXT del 10 maggio effettua un Turn Heel insultando il pubblico presente nell'arena. La settimana dopo, combatte un altro match stavolta contro Vladimir Kozlov, perdendo nuovamente. Ad NXT, perde contro il rookie Conor O'Brian. Nella puntata di Superstars del 26 maggio, perde contro Curt Hawkins. Il 7 giugno, nell'edizione settimanale di NXT, perde contro Yoshi Tatsu, mentre due giorni dopo a Superstars perde contro Chris Masters.Nella puntata di Superstars del 16 giugno si presenta come nuovo manager di Tyson Kidd anche se il suo assistito non riesce a vincere. Nella puntata di NXT del 21 giugno, Darren Young, JTG e Chavo Guerrero perdono un 6-man tag team match contro Conor O'Brian, Vladimir Kozlov e Yoshi Tatsu.
Nella puntata di NXT del 28 giugno, viene sconfitto da Titus O'Neil. Nella puntata di Superstars del 30 giugno, viene sconfitto da Chris Masters. Nella puntata di NXT del 19 luglio, perde un match contro Vladimir Kozlov,La settimana dopo sempre a NXT perderà ancora contro Vladimir Kozlov. Nella puntata di SmackDown del 5 agosto, JTG prende parte ad un 6-man tag team match insieme a David Otunga e Michael McGillicutty sconfiggendo il trio formato da Trent Baretta, Jey Uso e Jimmy Uso. Nella puntata di NXT del 16 agosto, JTG perde per sottomissione contro Tyson Kidd, perde ancora il 25 agosto nella puntata di Superstars contro Justin Gabriel. Nella puntata dell'8 settembre di Superstars perde contro Mason Ryan. Nella puntata di NXT del 13 settembre, interrompe la sua striscia di sconfitte vincendo un match di coppia assieme a Darren Young contro la coppia formata dai commentatori William Regal & Matt Striker. Nella puntata di NXT del 20 settembre, fa ancora coppia con Darren Young che diventa ufficialmente il suo rookie e i due ottengono la seconda vittoria di fila contro Titus O'Neil e Percy Watson, La settimana successiva sempre a NXT viene sfidato insieme a Darren Young da Jey e Jimmy Uso che li sconfiggono, Sempre la stessa settimana a SmackDown subisce un'altra sconfitta da Zack Ryder.
Nella puntata del 4 ottobre di NXT perde ancora contro Yoshi Tatsu, dopo che lui e il suo rookie Darren Young avevano rubato il trucco al giapponese. Due giorni dopo a Superstars perde contro Alex Riley, La settimana successiva sempre a Superstars perde ancora sta volta contro Santino Marella. Nella puntata di SmackDown del 14 ottobre, partecipa ad una battle royal promossa da Theodore Long e John Laurinaitis nella quale, il vincitore, poteva sfidare un qualsiasi campione in un match titolato ma viene eliminato. Nella puntata di NXT del 18 ottobre, combatte nel main event un tag team match insieme a Derrick Bateman, perdendo contro Titus O'Neil e Percy Watson. Nella puntata successiva di NXT, affronta Percy Watson in un match, ma viene sconfitto, la stessa settimana a Superstars, fa coppia con Primo per sfidare gli Air Boom, ma vengono sconfitti. Nell'edizione del 1º novembre di NXT, JTG fa coppia con Derrick Bateman e Maxine contro Titus O'Neil, Percy Watson e AJ, perdendo però il match. Appare il 7 novembre a Raw, in un match contro Mason Ryan, dove viene sconfitto, Due giorni dopo, a NXT, perde un match contro Jimmy Uso. La settimana successiva a NXT, termina la sua losing streak, quando affronta in un match Yoshi Tatsu sconfiggendolo. Tuttavia, le sue vittorie sono di breve durata poiché solo sette giorni dopo, Jimmy Uso lo batte per la seconda volta. Dopo aver perso anche il 1º dicembre a Superstars contro Santino Marella, JTG partecipa anche alla Battle Royal nello SmackDown Holiday Special che aveva come Guest Host Mick Foley ma non riesce a vincere. Nella puntata del 7 dicembre, di NXT, vince un tag team match insieme a, Darren Young contro Titus O'Neil e Percy Watson, Settimana successiva a NXT, perde contro Jey Uso. Nella puntata successiva di NXT, perde ancora sta volta contro Titus O'Neil. Il 2011 si chiude con un'altra sconfitta per JTG, che viene battuto da Alex Riley a Superstars, nella prima puntata di Superstars, del 2012, perde contro Mason Ryan. Nella puntata del 10 gennaio di NXT, continua a perdere in un tag team match insieme a Tyson Kidd contro Gli Usos. Viene ancora sconfitto il 16 gennaio a Raw, stavolta da Brodus Clay.

#### Varie faide (2012–2014)

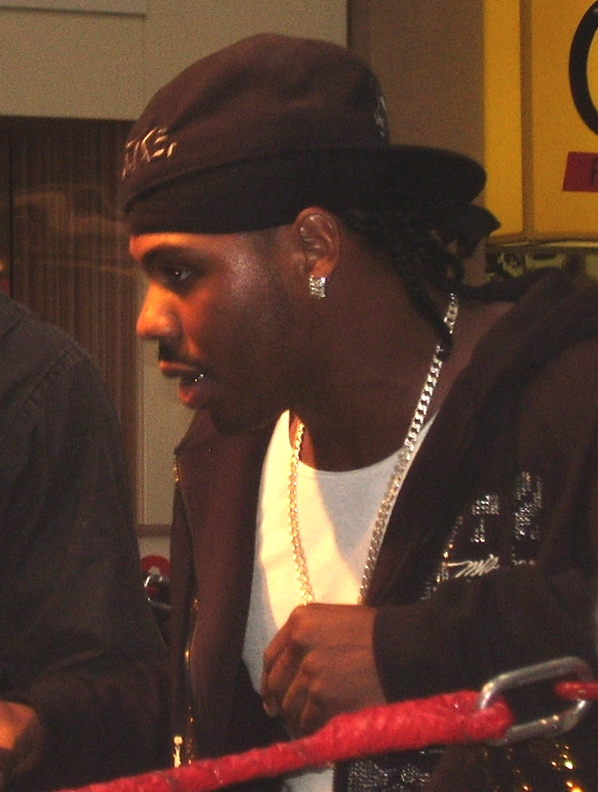
JTG

Nell'edizione di Superstars del 9 febbraio, JTG fa coppia con Michael McGillicutty ma i due perdono contro Epico e Primo. Ritorna ad NXT il 25 aprile, attaccando alle spalle Derrick Bateman effettuando un Turn Tweener, poco dopo affronta Bateman, perdendo però il match. JTG da quando è ritornato viene acclamato dal pubblico durante i suoi Match. Nella puntata di Raw del 30 aprile successiva ad Extreme Rules, affronta Brodus Clay, venendo sconfitto, La stessa settimana a NXT, affronta insieme a Johnny Curtis, Tyson Kidd e Alex Riley, subendo un'altra sconfitta. Nel backstage, successivamente, viene avvicinato da Alicia Fox che si propone per elaborargli un nuovo look con il quale potrà essere un vincente. Infatti La settimana successiva, ad NXT viene accompagnato da Alicia Fox, e si presenta con un nuovo look e un nuovo attire, per poi affrontare Yoshi Tatsu, riuscendo a sconfiggerlo mettendo fine anche alla sua striscia negativa. Ad Over the Limit, partecipa ad una Battle Royal a 20 uomini, nella quale il vincitore avrebbe scelto un campione secondario da sfidare con la cintura in palio, ma viene eliminato dagli Usos. Il 24 maggio a Superstars, fa coppia con Michael McGillicutty, affrontando i campioni di coppia i Boom Jimmy, ma vengono sconfitti. Nella puntata di NXT del 30 maggio, nel main event fa coppia con Johnny Curtis e Michael McGillicutty per affrontare, Derrick Bateman, Justin Gabriel e Percy Watson ma il match viene vinto da questi ultimi. Il 6 giugno a NXT, affronta in singolo Percy Watson, ma viene sconfitto, Nonostante sia stato molto acclamato dal pubblico.
Ritorna dopo un mese di assenza, il 16 luglio a Raw affrontando Brodus Clay, tuttavia viene sconfitto. JTG intanto si lamenta su Twitter per come la WWE sta trattando, lui e altri wrestler come lui. Il 13 agosto, a Raw, Appare nel Backstage con il nuovo GM di Raw, AJ, che gli dice che disputerà un Match. L'avversario si rivela essere Ryback che sconfigge in poco tempo JTG. Al PPV Night of Champions, JTG prende parte alla battle royal per decretare il primo sfidante per Il United States Championship di Antonio Cesaro, ma viene eliminato da Santino Marella, anche se fa buona figura rimanendo tra gli ultimi sei atleti. Il 20 settembre, a Superstars, viene sconfitto da Ted DiBiase. Nella puntata del 29 ottobre di Raw, viene nuovamente sconfitto da Ryback. Il 15 novembre perde a Superstar, nel main event contro The Great Khali. Il 29 novembre, sempre a Superstars perde contro Brodus Clay. Il 17 dicembre a Raw, perde nuovamente contro, Brodus Clay. Nel dark match di TLC: Tables, Ladders and Chairs, Combatte da Face e riesce a sconfiggere, David Otunga. Inizia il 2013 a Main Event, combattendo ancora da Face in un Gauntlet match contro Wade Barrett, ma viene sconfitto. Il 18 gennaio viene sconfitto a WWE Superstars da Zack Ryder.Partecipa alla rissa avvenuta a Raw sul ring il 28 gennaio e viene buttato fuori da Sheamus. Quattro giorni prima a WWE Superstars perde contro Kofi Kingston. Il 14 marzo a Superstars, viene sconfitto da Zack Ryder.Il 22 marzo perde in un match tag team insieme a Michael McGillicutty contro Brodus Clay e Tensai. Il 4 aprile nella puntata di Superstars che precede Wrestlemania, perde nuovamente contro, The Great Khali. Ritorna nella puntata di Superstars del 29 agosto, affrontando e perdendo contro, Kofi Kingston. Il 19 settembre, sempre a Superstars perde contro, Santino Marella.
Il 12 giugno la WWE comunica tramite il sito ufficiale lo svincolamento di JTG.

#### Circuito indipendente (2014–presente)
Il 19 giugno 2014 JTG e Shad Gaspard (compagno di tag team nella WWE come "Cryme Tyme"), hanno riformato il team con il nome "Crime Time".

## Vita privata
Paul si è laureato alla John Dewey High School. Nell'ottobre 2012 ha annunciato su Twitter la nascita di sua figlia di nome Madison.

## Nel wrestling

### Mosse finali
- Da Shout Out (Spinning sitout sleeper slam)

### Manager
- Alicia Fox
- Eve Torres
- Tamina

### Musiche d'ingresso
- Bringin' Da Hood 2 U di Jim Johnston

## Titoli e riconoscimenti
- Ohio Valley Wrestling
  - OVW Southern Tag Team Championship (2) – con Shad Gaspard
- Pro Wrestling Illustrated
  - 84º tra i 500 migliori wrestler singoli nella PWI 500 (2010)